# Локи
Локи в скандинавската митология е бог на хитростта и пакостите и е от групата ледени великани Йотуни.

## Характеристика
Син на великаните Лаувейя и Фарбаути, той е представян като близък на Один, но и като негов смъртен враг, както и на другите добри богове. Староскандинавската митология му приписва и някои положителни черти, което го прави противоречива фигура. Т. напр. викингите смятали Локи за откривател на рибарската мрежа. Преобладаващи черти в характера му са злина, хитрост и непостоянство. Локи също е и бог на шегите и единственото нещо което иска освен чука на Тор е богинята Фрея. Той е баща на Хел – чудовище, олицетворяващо смъртта, владетелка на царството на мъртвите, змията Йормунганд и вълкът Фенрир. Когато настъпи Рагнарьок и Локи нападне Асгард, Один ще се сражава с чудовищния вълк Фенрир, който ще го погуби, ала синът му Видар ще отмъсти за него, убивайки звяра.
Отношенията на Локи с другите богове варира в зависимост от източника; понякога Локи помага на боговете, но понякога е опасен за тях. Той умее да променя облика си и в отделни моменти се появява като сьомга, кобила, муха и вероятно старица на име Ток. Добрите отношения на Локи с боговете приключват, когато той планира смъртта на бог Балдур. Както в Поетичната Еда, така и в Прозаичната Еда богинята Скади поставя змия над Локи, докато той е вързан. Отровата на змията започва да капе над него и трябва да бъде събрана от Сигюн в купа. Сигюн обаче трябва да я изпразни като се напълни и да остави отровата да тече над Локи, който да се гърчи от болка, причинявайки по този начин земетресения. С настъпването на Рагнарьок, Локи се освобождава и отива да се бие срещу боговете сред силите на йотуните. Тогава той се среща с бога Хеймдал и двамата се убиват взаимно.

## Имена
Етимологията на името Локи е все още неясна. Вероятно е свързано с нордическото luka, което означава „близък, затворен“ (сочейки ролята на Локи в Рагнарьок). В различни стихове от поемите на „Поетичната Еда“ и „Прозаичната Еда“ Локи е наричан и Loptr, което произлиза от нордическото lopt, означаващо „въздух“. Името Hveðrungr също се свързва с Локи.

## Археологически данни
През 1950 г. полукръгъл плосък камък, отличаващ се с изображение на мустакато лице е открито на плаж в близост до Снаптун, Дания. Изработени от талк, произлизащ от Норвегия или Швеция, изображението е изсечено около 1000 г. и е на лице с белязани устни. Фигурата е идентифицирана като Локи поради устните, считани за препратка към история от Скалдскапармал, където синовете на Ивалди зашиват устните на Локи. Камъкът се намира в музей в близост до Орхус, Дания.